# Luskavica
Luskavica ali psoriaza je kronična in nenalezljiva vnetna bolezen, ki lahko prizadene več organskih sistemov.
Gre za prekomerno razraščanje epidermalnih keratinocitov v kombinaciji z vnetjem vrhjice (epidermisa) in usnjice (dermisa). Prizadene približno 1–5% ljudi, večje tveganje za bolezen imajo ljudje s svetlo kožo. Pojavi se lahko kadarkoli v življenju, najpogosteje med 16. in 22. letom ter med 57. in 60. letom starosti. Najpogosteje se kaže kot dobro omejene rdečkaste bunkaste in ploščate spremembe, pokrite s srebrnkastimi luskami, 
najpogosteje na koži komolcev, kolen in lasišča, nad trtico in ledveno hrbtenico (lumbosakralno) ter na koži glavice penisa. V do 30 % primerov so prizadeti tudi sklepi, pri 10 % se pojavijo težave z očmi, pogosteje pri moških.
Vzrok bolezni ni pojasnjen, kaže pa, da je vpleten imunski sistem, obstaja genetska nagnjenost k obolenju.
Luskavica se pojavlja v zagonih (izboljšanja in poslabšanja), sprožilci poslabšanja so lahko sistemski ali okoljski (stres, okužbe, poškodbe, zdravila...).
Simptomi so navadno minimalni z občasnim blagim srbenjem, pri nekaterih se razvije huda bolezen z bolečim vnetjem sklepov (artritis). Večje breme za obolelega lahko predsavlja tudi zaradi kozmetičnega učinka kožnih sprememb. Vpliva na kakovost življenja in potencialno tudi na življenjsko dobo, pri bolnikih z luskavico je treba hitreje posumiti na možen razvoj depresije.
Diagnoza je klinična, na podlagi videza in razporeditve kožnih sprememb. V terapiji se uporabljajo lokalna in sistemska zdravila, fototerapija, pomagajo tudi zmanjšanje stresa, klimatoterapija, sončna svetloba, vlažilne kreme in salicilna kislina.

## Vzroki
Za nastanek je pomembna dednost in očitno gre za poligenski način dedovanja, vendar natančnih vzrokov še niso ugotovili. Doslej omenjajo 8 genskih lokusov, ki naj bi bili povezani z nastankom luskavice, poleg genskih dejavnikov pa so med sprožilnimi dejavniki luskavice tudi okužbe, alkoholizem, psihični stres ter motnje v delovanju žlez z notranjim izločanjem.

## Epidemiologija
Luskavica je pogosta kožna bolezen. V zahodni in severni Evropi raziskave kažejo, da je razširjenost luskavice okoli 1–2 %; višja je v predelih, kjer so ljudje v preteklosti živeli izolirano. V Sloveniji je razširjenost približno 2% (raziskava na območju Celja je pokazala 1,18% razširjenost) na
Japonskem približno 0,2%, pri Eskimih in Indijancih luskavice praktično ni.

## Zdravljenje
Pri zdravljenju luskavice obstajajo številne možnosti; najpogosteje se pri blagi obliki uporabljajo učinkovine za lokalno zdravljenje, pri zmerni obliki fototerapija, pri hudi luskavici pa zdravila za sistemsko zdravljenje.

### Zdravila za lokalno zdravljenje
Približno 70 % bolnikov z luskavico ima spremembe kože omejene na manjše površine. Zanje so prva izbira učinkovine za lokalno zdravljenje. Uporabljajo  se lahko v kombinaciji s fototerapijo ali učinkovinami za sistemsko zdravljenje. Za lokalno zdravljenje se uporabljajo naslednja zdravila:
- Lokalni kortikosteroidi: kot prva izbira za zdravljenje luskavice veljajo lokalni kortikosteroidi od leta 1963. Z njimi se zdravijo že oluščena žarišča, vendar le krajši čas. Učinek je hitro viden. Po jakosti imajo lahko blag (npr. 1-% hidrokortizon), zmeren (alklometazon) ali močan učinek (npr. betametazon).
- Analogi vitamina D3: odkrili so jih po naključju, ko je vitamin D3 bolnici z osteoporozo ublažil tudi simptome luskavice. Mehanizem delovanja še ni povsem pojasnjen, vendar je lahko povezan z znotrajcelično koncentracijo kalcija. Vitamin D3 se v telesu pretvori v aktivno obliko kalcitriol, vendar ima slednji večje neželene učinke (hiperkalciemija, hiperkalciurija) kot koristi, zlasti če je jemanje dolgotrajno. Zato so želeli razviti analoge s protiluskavičnim učinkom brez vpliva na telesne koncentracije kalcija; dandanes se uporablja analog kalcipotriol.
- Tazaroten: je novejša sintezna retinoidna učinkovina za lokalno zdravljenje luskavice. Prek vezave na receptorje retinojske kisline β in γ uravnava bolezensko proliferacijo celic v povrhnjici in njihovo diferenciacijo ter zmanjša kopičenje vnetnih celic v koži. Draži kožo in se lahko uporabi le na prizadetih predelih.
- Katrani: so najstarejše učinkovine za zdravljenje luskavice. Za zdravljenje luskavice se uporablja surov premogov katran (pix lithanthracis). Pripisujejo mu protibakterijsko, protiparazitsko, protiglivično, vazokonstriktrikcijsko, fotosenzibilirajoče in atrofogeno delovanje na povrhnjico. Zmanjša sintezo DNK. Njegov učinek močno okrepi hkratno obsevanje s svetlobo UVA ali UVB.
- Ditranol (antralin): v zdravljenje so ga vpeljali leta 1916. Po lokalnem nanosu zmanjša oba luskavična procesa: hiperproliferacijo in vnetje. Za biološki učinek je odločilna tvorba 10-ditranolnega radikala, ki najverjetneje učinkuje na več celičnih struktur.
- Salicilna kislina: uporablja se predvsem kot keratolitik.

### Fototerapija
Fototerapija je namenjena bolnikom, ki se ne odzovejo na učinkovine za lokalno zdravljenje ali so te zaradi prevelike površine obolele kože farmakološko in ekonomsko nesprejemljive. Najprimernejša je vmesna UVB-svetloba (290 do 320 nm), saj prodre do mejne plasti med povrhnjico in usnjico. Biološki učinek je posledica interakcije s kromofori (keratin, melanin, kolagen, elastin, urokaninska kislina in DNK), ki absorbirajo UVB-svetlobo, kar povzroči nastanek radikala. Balneoterapija oziroma izpostavljanje soncu je najstarejša oblika fototerapije in je znana v številnih klinikah po svetu, na primer ob Mrtvem morju. Zaskrbljujoča je močna rakotvornost fototerapije z žarki UVB, vendar je tveganje majhno.

### Zdravila za sistemsko zdravljenje
Za zdravljenje težjih oblik luskavice se uporabljajo zdravila za sistemsko uporabo:
- Retinoidi (npr. tretinoin, acitretin, fenretinid[7]): sistemsko zdravljenje z retinoidi je pogosto edina možnost pri zdravljenju psoriatičnih eritrodermij ter težjih oblik pustulozne luskavice. Način delovanja ni pojasnjen, najverjetneje zavirajo prepisovanje genov, ki so na različne načine udeleženi pri patogenezi luskavice. Upočasnjujejo celično proliferacijo ter zmanjšajo vnetne procese v usnjici v psoriatičnih toriščih.
- Metotreksat: je citostatik , ki je zaradi neželenih učinkov indiciran le pri najhujših oblikah luskavice, odporne na druge oblike zdravljenja. Deluje tako, da zavira sintezo DNK v celicah, inhibira  limfocite T in B in na ta način zmanjšuje sekrecijo citokinov.
- Ciklosporin: se zaradi številnih stranskih učinkov prav tako uporablja le pri najbolj rezistentnih oblikah luskavice. Deluje kot imunosupresiv, preprečuje aktivacijo limfocitov T in tvorbo citokinov, pomembnih za vzdrževanje patogenetskih mehanizmov pri luskavici.
- Biološka zdravila so novost za zdravljenje težjih oblik luskavice, pri katerih so izčrpane vse druge terapevtske možnosti. Njihovo delovanje je specifično, usmerjeno proti imunskim mehanizmom, ki povzročajo nastanek in vzdrževanje kožnih sprememb pri luskavici. V uporabi so na primer alefacept, efalizumab, etarnecept,[4] adalimumab, infliksimab, ustekinumab. Alefacept se veže na CD2 na CD45RO+ efektorskih limfocitih T in s tem zavira njihovo aktivacijo ter inducira apoptozo teh limfocitov T. Adalimumab, etanercept in infliksimab zavirajo tumorje nekrotizirajoči faktor alfa, citokin, ki je povišan pri bolnikih z luskavico, ustekinumab pa zavira interlevkina 12 in 23, ki si sta prav tako povišana. Načeloma se uporabljajo v monoterapiji, njihov dodatek tradicionalnim sistemskim zdravilom pa lahko poveča učinkovitost zdravljenja ali zmanjša potreben odmerek tradicionalnega sistemskega zdravila.[8]